# Live (Eddy Mitchell Palais des sports 1977)
Albums de Eddy Mitchell
La Dernière Séance
(1977) Après minuit
(1978)
Live (Palais des sports 1977) est le troisième album enregistré en public d'Eddy Mitchell. Ce double 33 tours est la captation du récital donné par le chanteur au Palais des sports de Paris en 1977. Il sort en 1978 sous le label Barclay.

## Autour de l'album
L'album est enregistré au Palais des sports de Paris le 19 novembre 1977.
Référence originale : double 33 tours Barclay 930 029/30. 

## Liste des titres
| No  | Titre                                                                            | Paroles                                      | Musique                    | Durée |
| --- | -------------------------------------------------------------------------------- | -------------------------------------------- | -------------------------- | ----- |
| 1.  | Caldonia (version française de Caldonia)                                         | Claude Moine (adaptation)                    | Louis Jourdan              | 2:19  |
| 2.  | Fauché (Busted)                                                                  | Claude Moine (adaptation)                    | Harlan Howald              | 2:59  |
| 3.  | C'est facile                                                                     | Claude Moine                                 | Pierre Papadiamandis       | 2:23  |
| 4.  | J'avais deux amis (St. James Infirmary)                                          | Jacques Chaumelle (adaptation)               | Traditionnel               | 3:46  |
| 5.  | Société anonyme                                                                  | Ralph Bernet                                 | Guy Magenta                | 3:05  |
| 6.  | Je vais craquer bientôt                                                          | Claude Moine                                 | Pierre Papadiamandis       | 2:36  |
| 7.  | Choo choo ch'boogie espion bidon (Choo Choo Ch'Boogie)                           | Claude Moine (adaptation)                    | Horton Darling Gabler      | 2:16  |
| 8.  | Toujours un coin qui me rappelle ((There's) Always Something There to Remind Me) | Ralph Bernet (adaptation)                    | Hal David, Burt Bacharach  | 3:27  |
| 9.  | Pas de boogie woogie (Don't Boogie Woogie)                                       | Claude Moine (adaptation)                    | L. Martine Jr.             | 4:41  |
| 10. | Jailhouse Rock (/ interprété par The Holladay Sisters)                           | Jerry Leiber, Mike Stoller                   | Jerry Leiber, Mike Stoller | 1:50  |
| 11. | Barefootin' (Charlie McCoy) (Barefootin' (song) (en) / par Charlie McCoy)        | Robert Parker (en)                           | Rober Parker               | 2:54  |
| 12. | Fingertips (par Charlie McCoy)                                                   | Clarence Paul, Henry Cosby                   | Clarence Paul, Henry Cosby | 4:25  |
| 13. | Sirop Rock and Roll (Sweet Rock And Roller)                                      | Claude Moine (adaptation)                    | Chuck Berry                | 2:45  |
| 14. | Mon flash-back                                                                   | Claude Moine                                 | Charlie McCoy              | 2:22  |
| 15. | À crédit et en stéréo (No Particular Place to Go)                                | Claude Moine (adaptation)                    | Chuck Berry                | 4:39  |
| 16. | La Fille du motel                                                                | Claude Moine                                 | Pierre Papadiamandis       | 2:46  |
| 17. | Sens unique                                                                      | Claude Moine                                 | Pierre Papadiamandis       | 2:06  |
| 18. | C'est un piège (Get It)                                                          | Claude Moine (adaptation)                    | Bob Kelly                  | 2:26  |
| 19. | Et la voix d'Elvis (Good Rocking Tonight)                                        | Claude Moine (adaptation)                    | R. Brown                   | 2:21  |
| 20. | Sur la route de Memphis (That's How I Got to Memphis (en))                       | Claude Moine (adaptation)                    | Tom T. Hall                | 3:00  |
| 21. | Bye, bye, Johnny B.Goode (Bye Bye Johnny)                                        | Claude Moine (adaptation)                    | Chuck Berry                | 2:12  |
| 22. | C'est la vie mon chéri (Almost Grown)                                            | Claude Moine (adaptation)                    | Chuck Berry                | 2:34  |
| 23. | C'est un rocker (I'm A Rocker)                                                   | Claude Moine (adaptation)                    | Chuck Berry                | 4:07  |
| 24. | Be Bop A Lula (Be-Bop-A-Lula / version franco-anglaise)                          | Claude moine (adaptation), Sheriff Tex Davis | Gene Vincent               | 4:04  |

## Musiciens
Joël Hervé : guitare
Michel Hervé : basse
Laurent Gérôme : pedal steel guitar
Russ Hicks : pedal steel guitar
André Ceccarelli : batterie
Emmanuel Roche : percussion
Charlie McCoy : harmonica
Jean-Jacques Milteau : harmonica
André Hervé : piano, claviers
Pierre Papadiamandis : orgue
Serge Roux : saxophone Baryton, saxophone ténor
Pierre Holassian : saxophone ténor, flute
Alex Perdigou : trombone
Christian Guizieu : trombone
Bayardo Brenes : trompette
Alfred Housepian : trompette
Jacques Bessot : trompette
Maria Popkiewiez, Mary Holladay, Susan Coleman, The Holladay Sisters : chœurs